# ولوکتومی
فرج‌برداری یا ولوکتومی (به انگلیسی: Vulvectomy) به برداشتن بافت فرج گفته می‌شود.